# Universidade do Athabasca
Universidade do Athabasca (em inglês Athabasca University) é uma universidade canadense especializada em educação a distância Online e uma das quatro universidades acadêmicas e de pesquisa abrangentes em Alberta. A mesma foi fundada em 1970, foi a primeira universidade canadense a se especializar em educação a distância.